# NGC 7383
NGC 7383 é uma galáxia lenticular (SB0) localizada na direcção da constelação de Pegasus. Possui uma declinação de +11° 33' 25" e uma ascensão recta de 22 horas, 49 minutos e 35,5 segundos.
A galáxia NGC 7383 foi descoberta em 27 de Novembro de 1850 por William Parsons.